# Diên Trường
Diên Trường (tiếng Trung: 延長縣, Hán Việt: Diên Trường huyện) là một huyện thuộc địa cấp thị Diên An (延安市), tỉnh Thiểm Tây, Cộng hòa Nhân dân Trung Hoa. Huyện này có diện tích 2295 km2, dân số năm 2002 là 140.000 người. Các đơn vị hành chính thuộc huyện Diên Trường gồm có 6 trấn (Thất Lý Thôn, Hắc Gia Bảo, Trịnh Trang, Trương Gia, Giao Khẩu, An Hà) và 6 hương.